# カウシータキ・ウパニシャッド
『カウシータキ・ウパニシャッド』とは、ウパニシャッドの1つ。リグ・ヴェーダに付属し、古ウパニシャッドの中では、初期の「古散文ウパニシャッド」に分類される。
チトラ王が、聖仙ウッダーラカ・アールニ親子に、自らの思想を説く様が描かれる。

## 内容
カウシータキ・ウパニシャッドは全部で四編から成り、再生と解脱、そしてプラーナとブラフマンなどの問題が論じられている。

## 日本語訳

### 全訳
- 湯田豊『ウパニシャッド　翻訳および解説』大東出版社、2000年。ISBN 4-500-00656-7。

### 抄訳
- 岩本裕『原典訳 ウパニシャッド』筑摩書房〈ちくま学芸文庫〉、2013年。ISBN 4-480-09519-5。
  - 岩本裕『ウパニシャッド』筑摩書房〈世界文学古典全集3〉、1967年。
- 佐保田鶴治『ウパニシャッド』平河出版社、1979年。ISBN 4892030260。